# La maschera scarlatta
La maschera scarlatta (The Scarlet Pumpernickel) è un film del 1950 diretto da Chuck Jones. È un cortometraggio d'animazione della serie Looney Tunes, uscito negli Stati Uniti il 4 marzo 1950. Il titolo originale è una parodia del film La Primula Rossa, sebbene il protagonista sia più simile a Robin Hood e citi Errol Flynn. Il corto presenta un insolitamente grande cast di personaggi celebri (che, oltre a Daffy Duck, Porky Pig e Silvestro, include Taddeo, Henery Hawk e Mamma Orsa). In questa occasione Taddeo fu doppiato da Mel Blanc anziché da Arthur Q. Bryan, poiché ha solo una battuta. Il film segna anche la prima apparizione di Melissa Duck, ed è l'unico cartone animato diretto da Jones in cui Silvestro parla. Dal 1999 viene distribuito principalmente col titolo Il Maritozzo Scarlatto.

## Trama
Daffy è stufo dei cartoni animati, e propone al dirigente della Warner Bros. Jack L. Warner (detto J.L.) una sceneggiatura drammatica intitolata Il Maritozzo Rosso, da lui scritta sotto lo pseudonimo "Daffy Dumas Duck".
Nel dramma, il goffo cavaliere mascherato Maritozzo Rosso (Daffy) deve salvare la bella Lady Melissa dal matrimonio con un uomo che non ama, il granduca (Silvestro), per ordine di suo padre, il lord cancelliere (Porky). Melissa ama il Maritozzo Rosso, e il lord cancelliere decide di usare il matrimonio per attirarlo nel castello e farlo uccidere dal granduca.
Come pianificato, il Maritozzo Rosso arriva in città mascherato da nobile per interrompere la cerimonia. Una volta uscito dal travestimento, piomba nella chiesa e salva Melissa, portandola in una locanda. Alla locanda arriva presto il granduca, che vuole riposarsi prima di continuare le ricerche. Vedendo Melissa all'interno della locanda, la raggiunge ed è sul punto di abusare di lei, quando il Maritozzo Rosso si fa avanti e duella con il granduca.
Daffy, non avendo pensato a un finale e venendo pressato da J.L., inventa una serie di disastri naturali con cui concludere la storia, incluso l'aumento del prezzo dei generi alimentari. J.L. allora chiede "E questo è tutto?", al che Daffy dice che al cavaliere non rimaneva altra scelta che farsi saltare le cervella. Daffy quindi si spara attraverso il cappello, dicendo: "Praticamente devi suicidarti se vuoi vendere una storia da queste parti".

## Distribuzione

### Edizione italiana
Il corto arrivò in Italia direttamente in televisione negli anni ottanta. Il doppiaggio fu eseguito dalla Effe Elle Due e diretto da Franco Latini su dialoghi di Maria Pinto, i quali spesso ignorano gli originali (inoltre il Maritozzo Rosso viene chiamato "il cavaliere dalla maschera scarlatta"). Nel 1999 fu eseguito un nuovo doppiaggio televisivo dalla Time Out Cin.ca su dialoghi più corretti di Giorgio Tausani. Esso tuttavia fu utilizzato solo nel DVD 50 cartoons da collezione - Looney Tunes, mentre nelle altre edizioni DVD è presente il primo doppiaggio.

### Edizioni home video

#### VHS
America del Nord
- Daffy Duck: The Nuttiness Continues... (1985)
- Carrotblanca (13 agosto 1996)
- Looney Tunes: The Collector's Edition Vol. 2 (1999)

Italia
- Daffy Duck: The Nuttiness Continues... (1986)
- Daffy Duck n. 3 (ottobre 1991)

#### Laserdisc
- Looney Tunes: Curtain Calls - Classic Music and Show Business Cartoons (3 febbraio 1993)

#### DVD e Blu-ray Disc
Il corto fu pubblicato in DVD-Video in America del Nord nel secondo disco della raccolta Looney Tunes Golden Collection: Volume 1 (intitolato Best of Daffy & Porky) distribuita il 28 ottobre 2003, dove è visibile anche con un commento audio di Michael Barrier; il DVD fu pubblicato in Italia il 2 dicembre 2003 nella collana Looney Tunes Collection, col titolo Daffy Duck & Porky Pig. Il 2 dicembre 2009 fu incluso nel DVD Il tuo simpatico amico Silvestro. Il 1º novembre 2011 fu inserito nel primo DVD della raccolta The Essential Daffy Duck, mentre il 15 novembre fu inserito nel DVD Daffy Duck della collana I tuoi amici a cartoni animati!. Fu poi incluso (nuovamente col commento audio) nel primo disco della raccolta Looney Tunes Platinum Collection: Volume One, uscita in America del Nord in Blu-ray Disc il 15 novembre 2011 e in DVD il 3 luglio 2012. Il BD fu ristampato il 10 gennaio 2012 col titolo Looney Tunes Showcase. In seguito è stato inserito anche nel secondo DVD della raccolta 50 cartoons da collezione - Looney Tunes della collana Il meglio di Warner Bros., uscita in America del Nord il 25 giugno 2013 e in Italia il 5 dicembre.

## Accoglienza
Nel 1994 La maschera scarlatta si classificò al 31º posto nel libro di Jerry Beck The 50 Greatest Cartoons. Il regista Greg Ford selezionò il film per l'inclusione nel libro The 100 Greatest Looney Tunes Cartoons, scrivendo che "fa un lavoro più che efficiente nel parodiare tutte le lussureggianti ed esagerate epiche live-action in costume su cui è basato". Ford elogiò anche la regia di Jones, i dialoghi di Maltese e le interpretazioni di Blanc, facendo notare inoltre che "la cosa divertente de La maschera scarlatta è l'enorme investimento che il suo eroe mette nel suo personaggio in costume e il vasto abisso che si apre tra la percezione gonfiata di Daffy di se stesso e la piccola anatra nera altamente imperfetta che è veramente".